# Аліс Гіонне
Аліс Гіонне (фр. Alice Guionnet; рід. 24 травня 1969, Париж) — французька жінка-математик, фахівчиня в галузі теорії ймовірності та теорії випадкових матриць. Членкиня Французької АН (2017), входить в Directeur de recherche au CNRS в лабораторії чистої і прикладної математики Вищої школи в Ліоні. В 2012—2016 рр. професор MIT.
У 1989 році вступила в паризьку Вищу школу та в 1993 році закінчила її як магістр. У 1995 році захистила докторську дисертацію «Langevin's dynamics for spin glasses» під керівництвом Жерара Бен Аруса, займалася для цього в Університеті Париж-південь XI. У 1995-96 рр. постдок в Нью-Йоркському Курантовському інституті. Опісля стала співробітницею Національного центру наукових досліджень у Вищій школі в Ліоні, в якій працює донині в лабораторії чистої і прикладної математики, яка входить до Directeur de recherche au CNRS (з 2005). Автор декількох книг, серед співавторів яких Офер Зейтуні.
Одружена, має трьох дітей.

## Нагороди та відзнаки
- Обервольфахська премія (1998)
- Rollo Davidson Prize[en] (2003)
- Prix Paul Doistau-Émile Blutet[fr] (2006)
- Invited speaker at the International Congress of Mathematicians[en] (2006)
- Лоев Prize[en] (2009)
- Срібна медаль Національного центру наукових досліджень (2010)[9]
- Simons Investigator[en] (2012)[10]
- Blaise Pascal Medal, European Academy of Sciences[en] (2018)[11]

Кавалер ордена Почесного легіону (2012).